# Cairina
Cairina é um gênero de Patos da família Anatidae.

## Espécies
- Cairina moschata  espécie de pato contendo duas subespécies:
- Cairina moschata moschata para o forma selvagem denominada pato-selvagem em português e "pato-real" em espanhol.
- Cairina moschata momelanotus[1] para a forma doméstica denominada pato no Brasil, pato-mudo em Portugal e "pato criollo" em espanhol.
- Cairina scutulata ou Asarcornis scutulata - Pato de asas brancas ou pato da floresta, em inglês "White-winged Duck" e em espanhol "pato de la jungla" e "pato de alas blancas" é um pato de grande tamanho que habita o sudoeste da Ásia (Bangladesh, Índia, Indonésia, Sumatra e Indochina) e atualmente não é mais considerado pertencente ao gênero Cairina.[2]

## Sinonímia
Forma doméstica:

Cairina moschata momelanotus = Cairina moschata domestica = Cairina momelanotus

Forma selvagem:

Cairina moschata moschata = Cairina moschata sylvestris = Cairina moschata

Pato de asas brancas ou  "White-winged Duck":

Cairina scutulata = Asarcornis scutulata

## Fotos

### Cairina moschata moschata

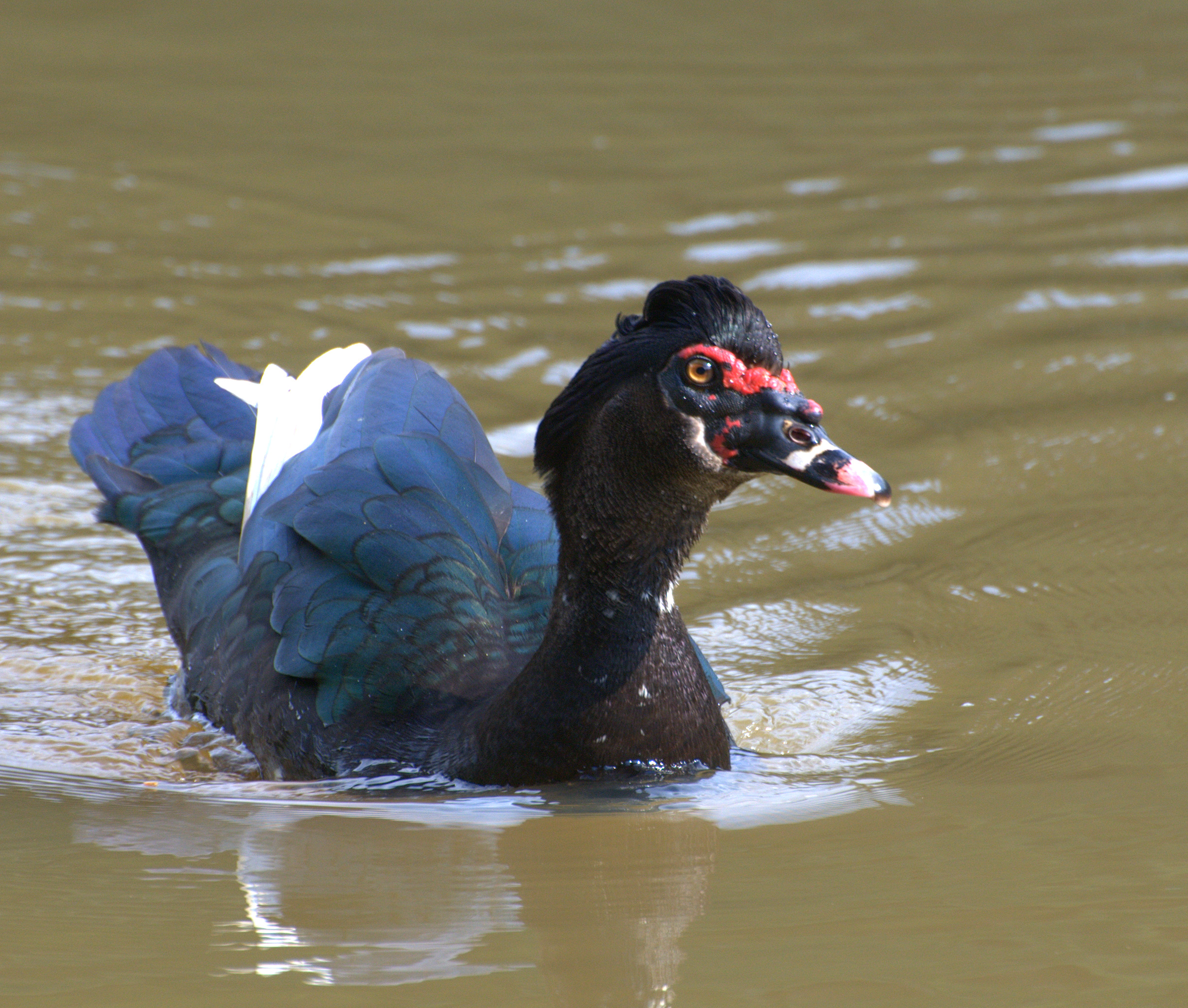
Pato do Mato ou Pato-selvagem
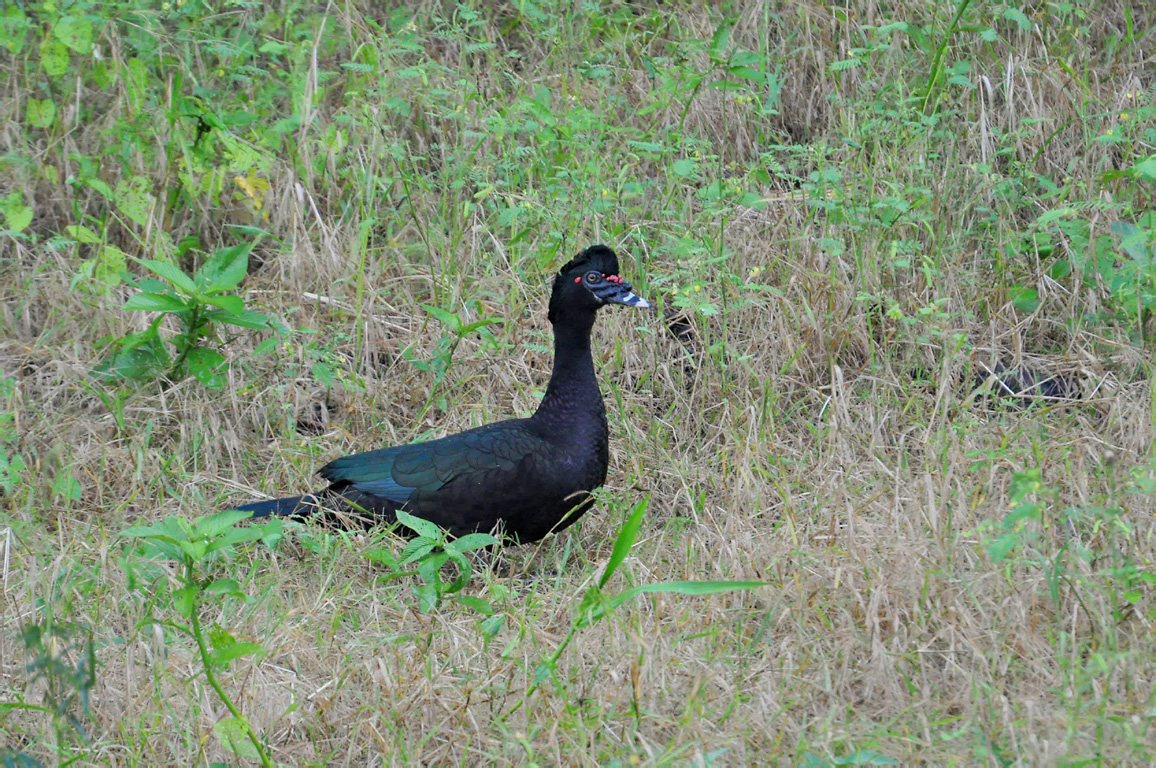
Os selvagens são sempre pretos
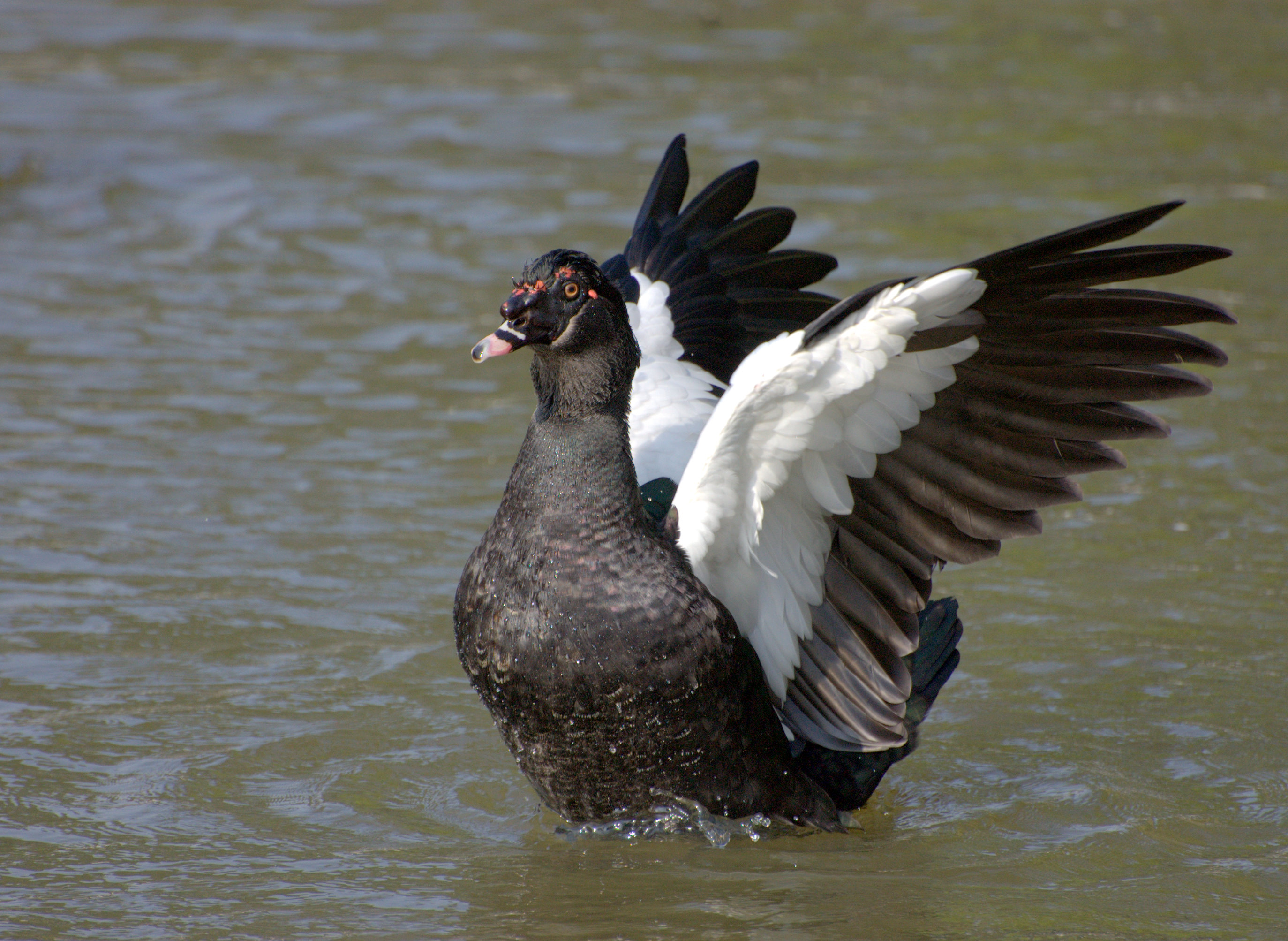
Horto Florestal de São Paulo, Brazil
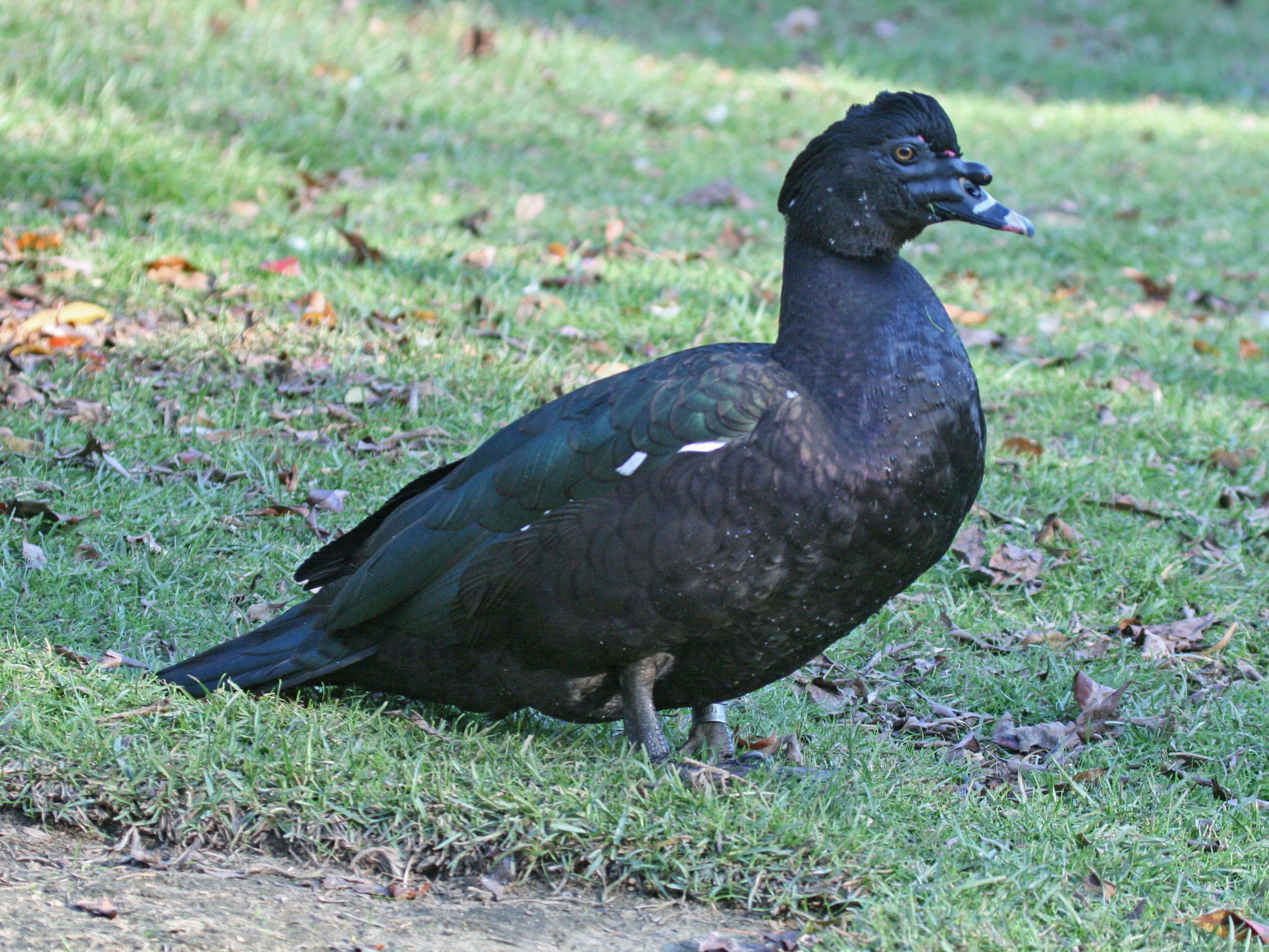
Sylvan Heights Waterfowl Park, North Carolina. A natural (non feral) Muscovy Duck from Sylvan Heights' breeding program.

### Cairina moschata momelanotus

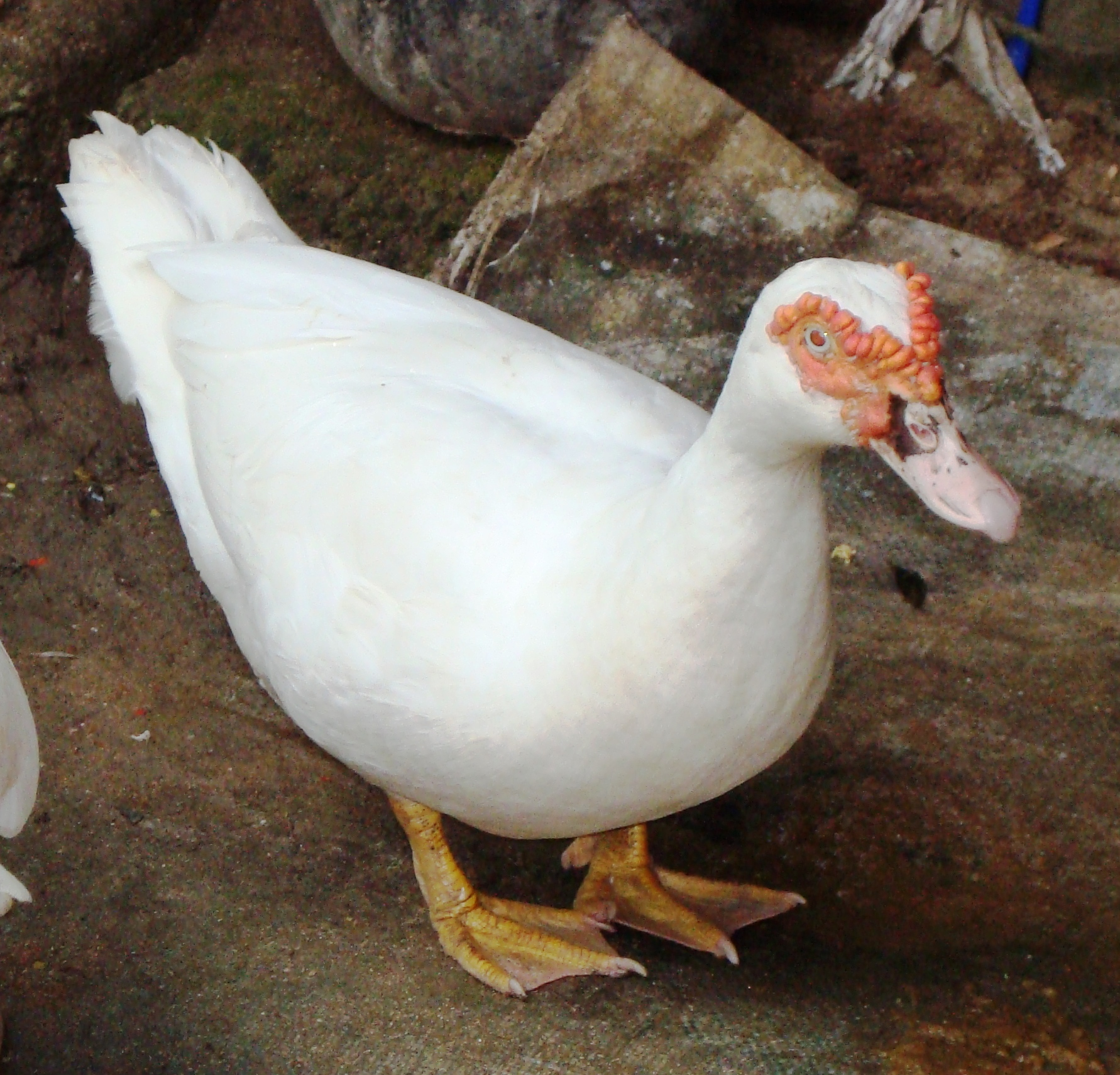
Pato - (forma doméstica de cor branca)
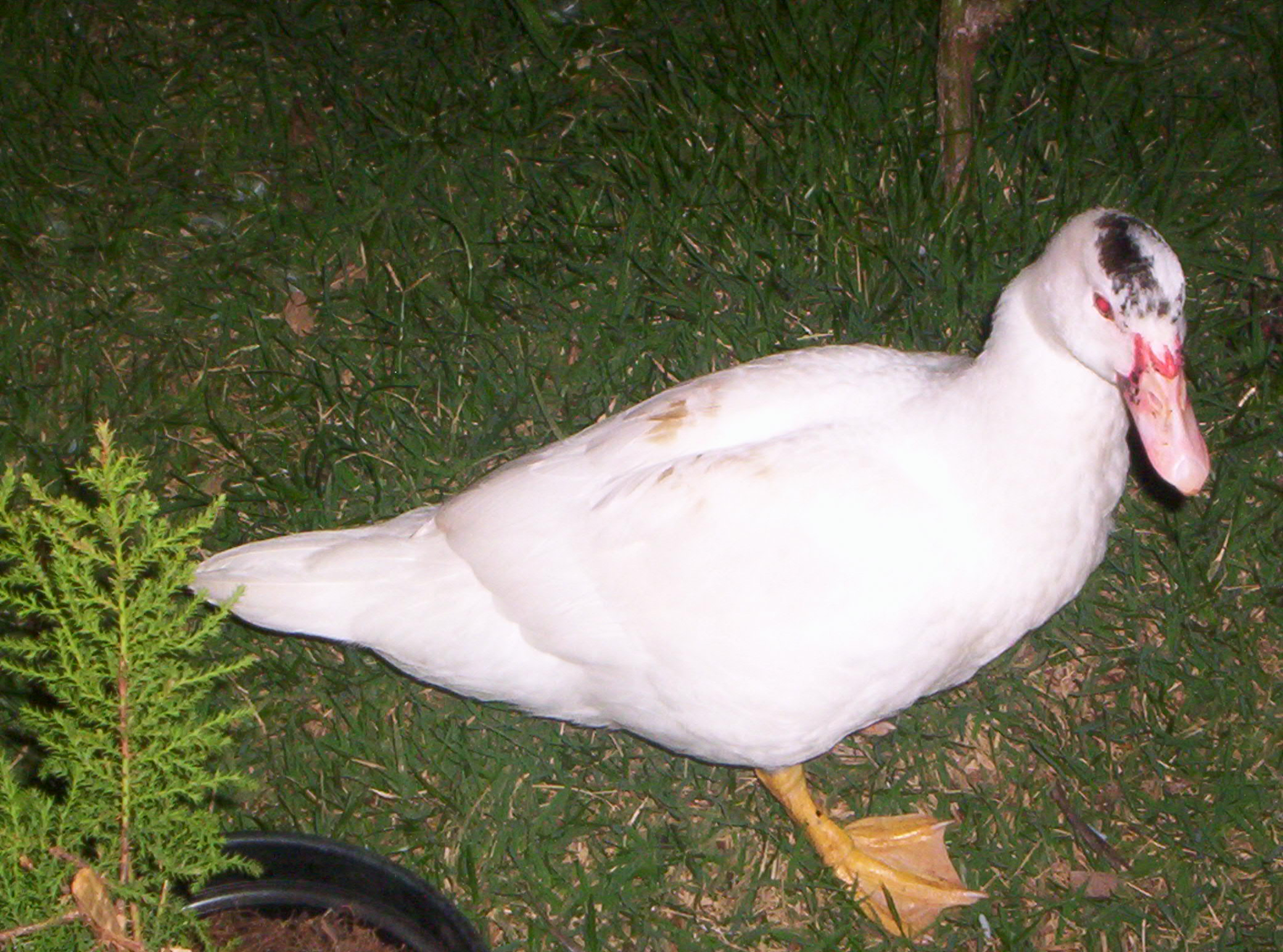
Pato - jovem (cor branca)
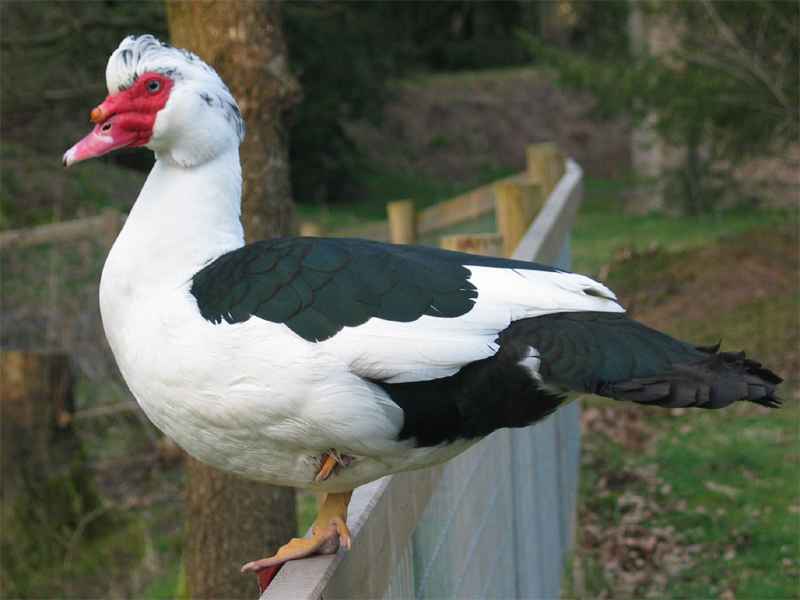
Pato - (branco e preto; cor bastante comum)
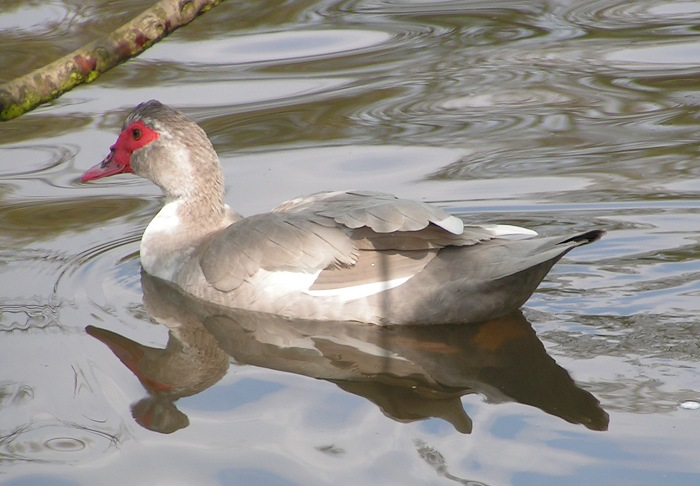
Pata - (cor "Lavanda")

### Cairina scutulataouAsarcornisscutulata

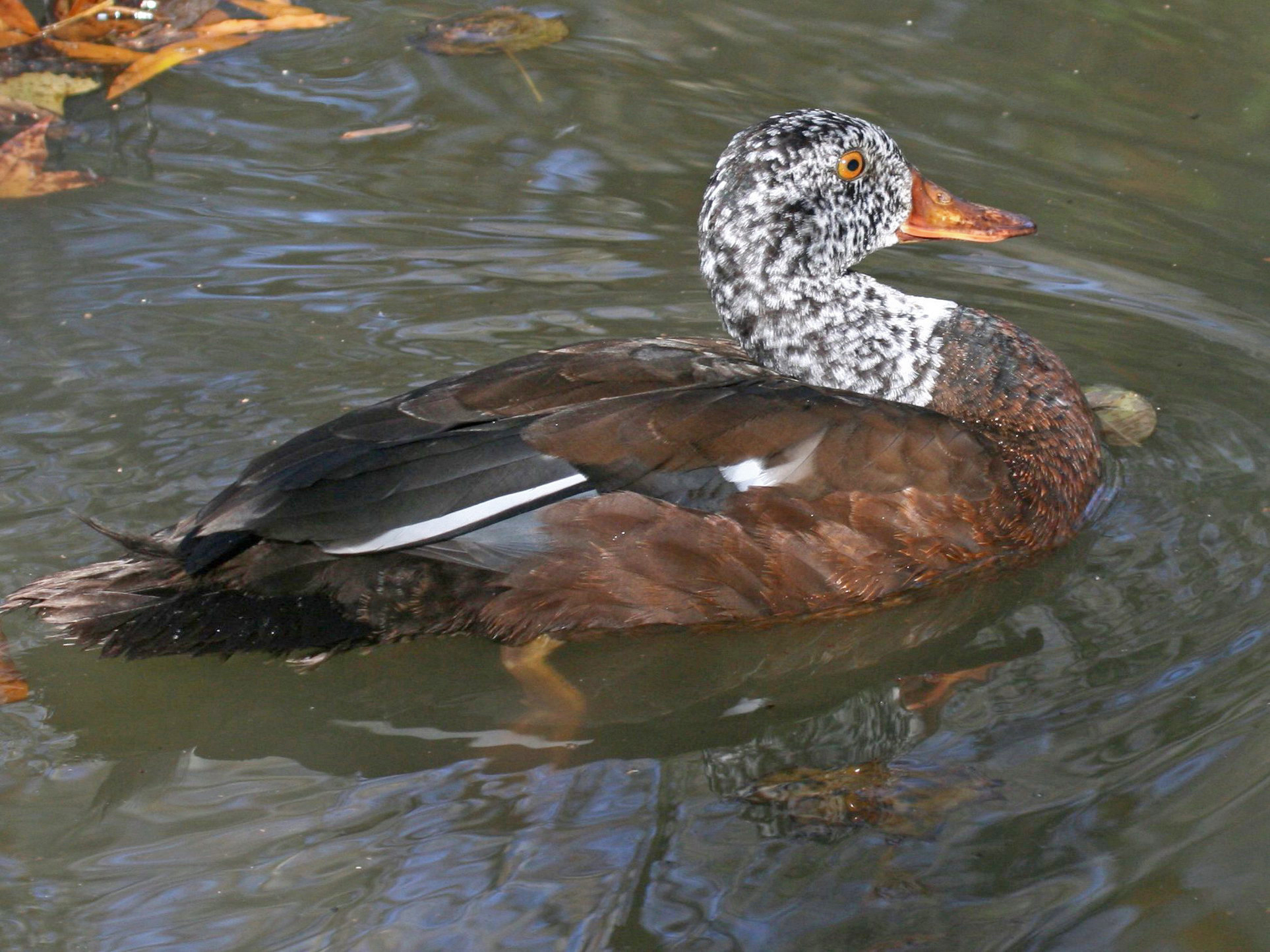
Pato da Floresta ou pato de asas brancas
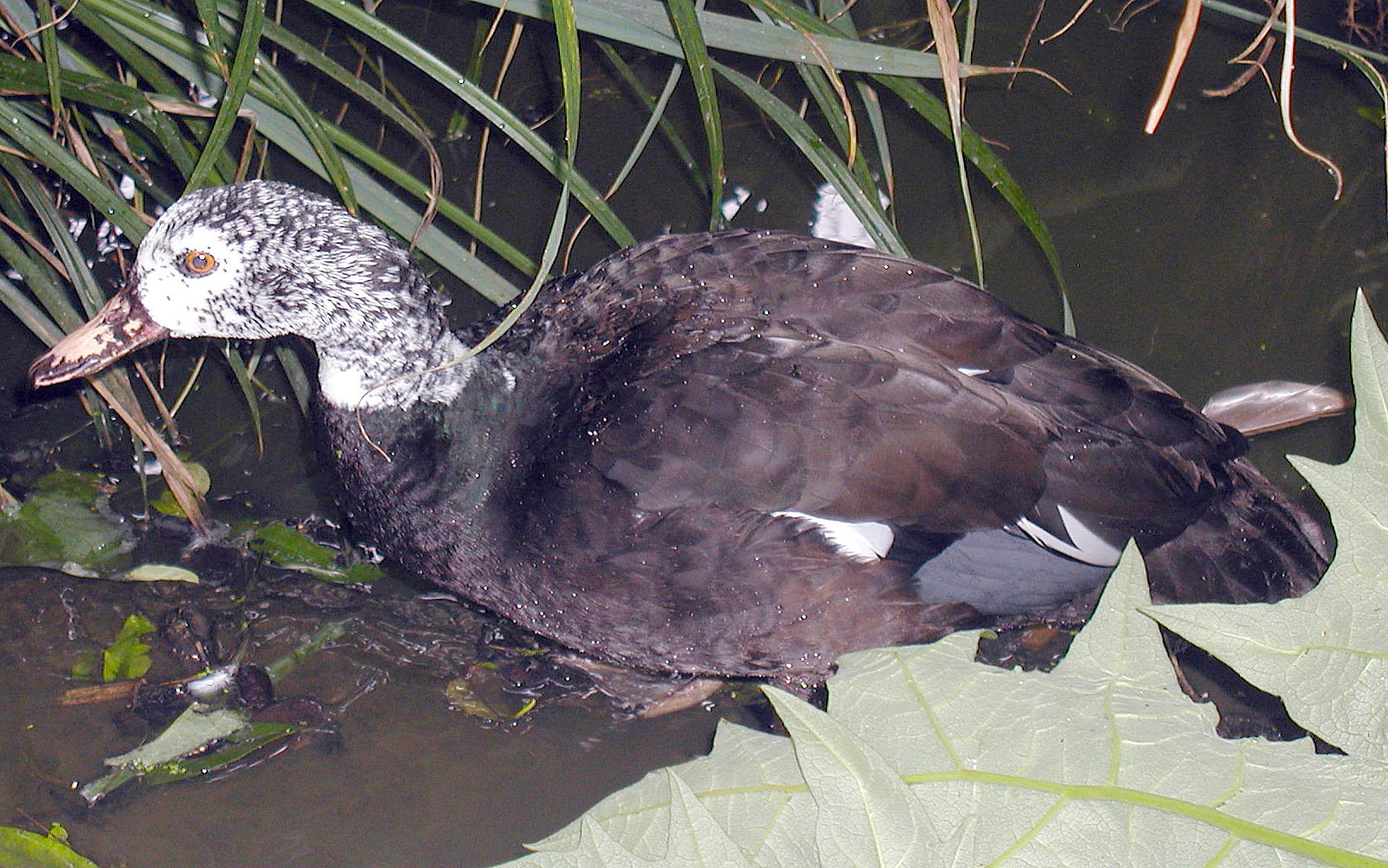
Pato de asas brancas
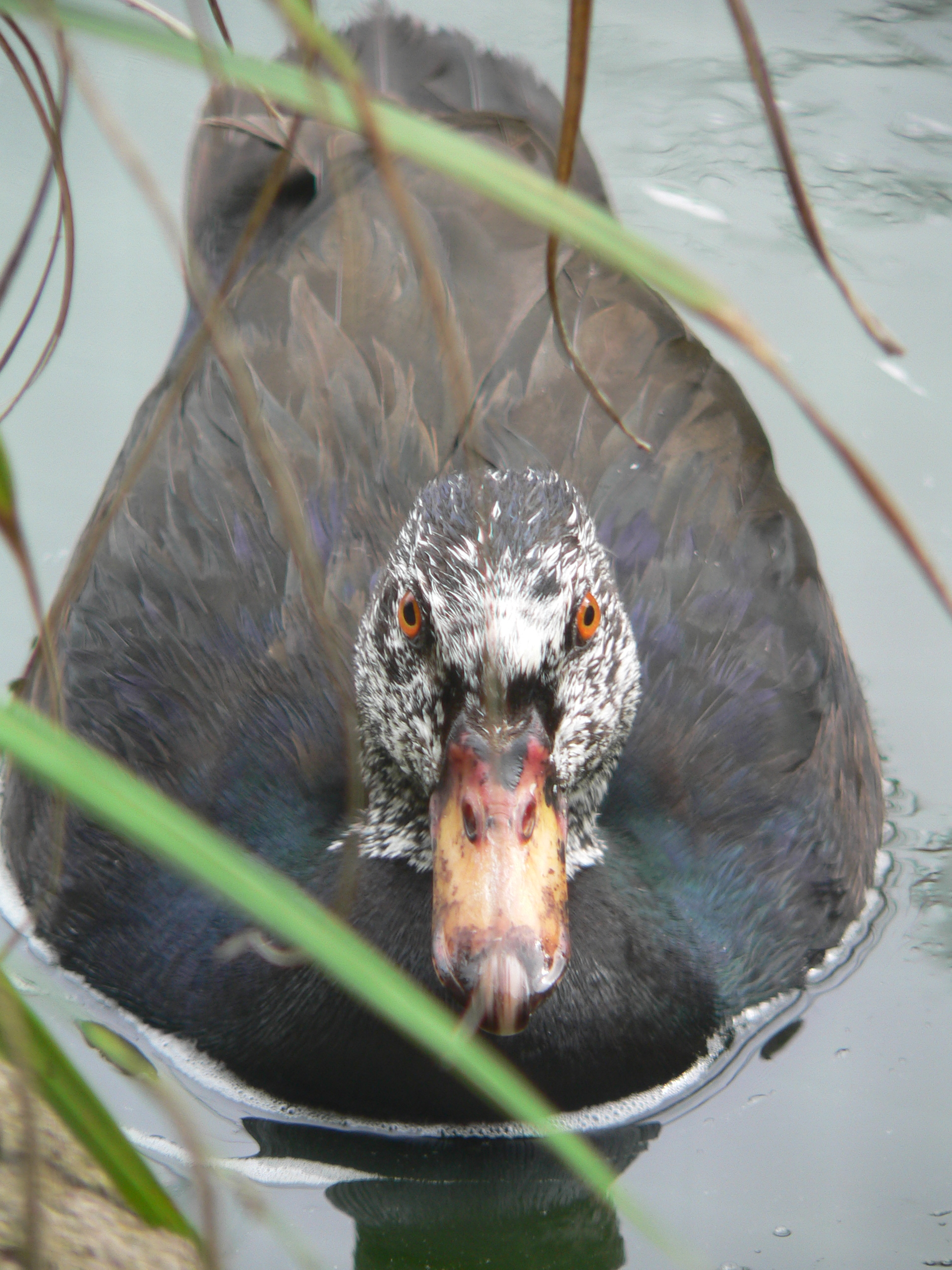
Pato de asas brancas
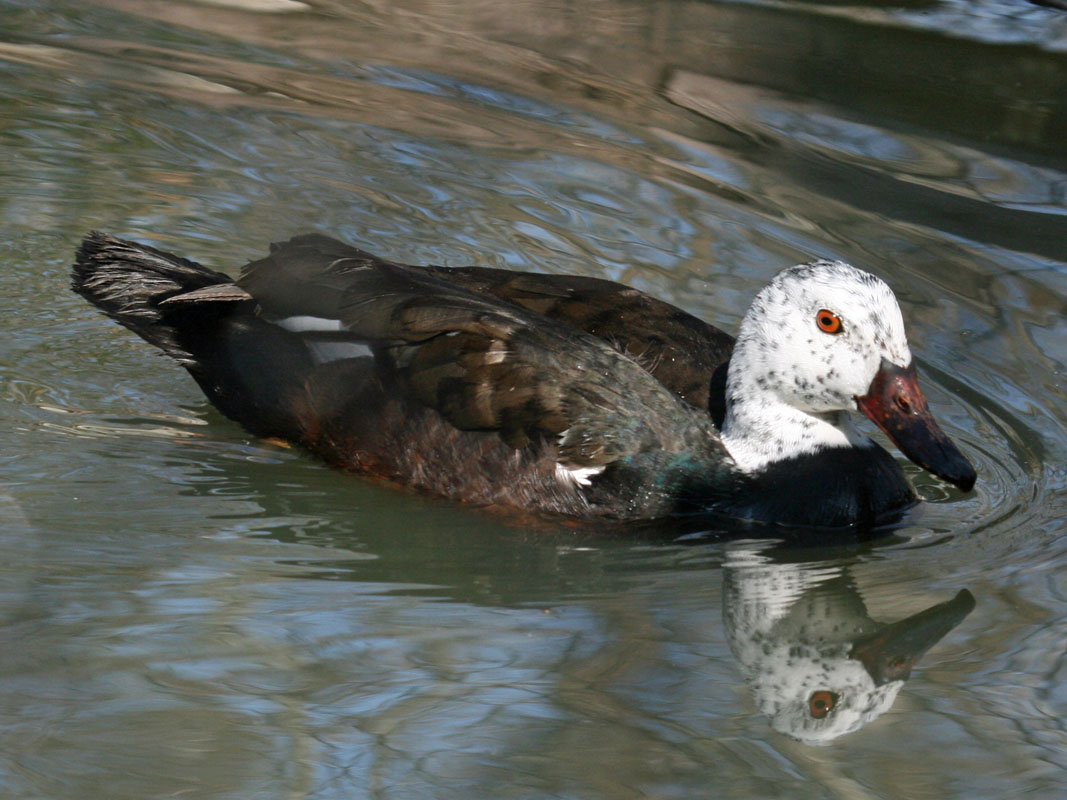
Pato de asas brancas